# Mahmoud Hussein (auteurs)
Pour les articles homonymes, voir Mahmoud et Hussein.

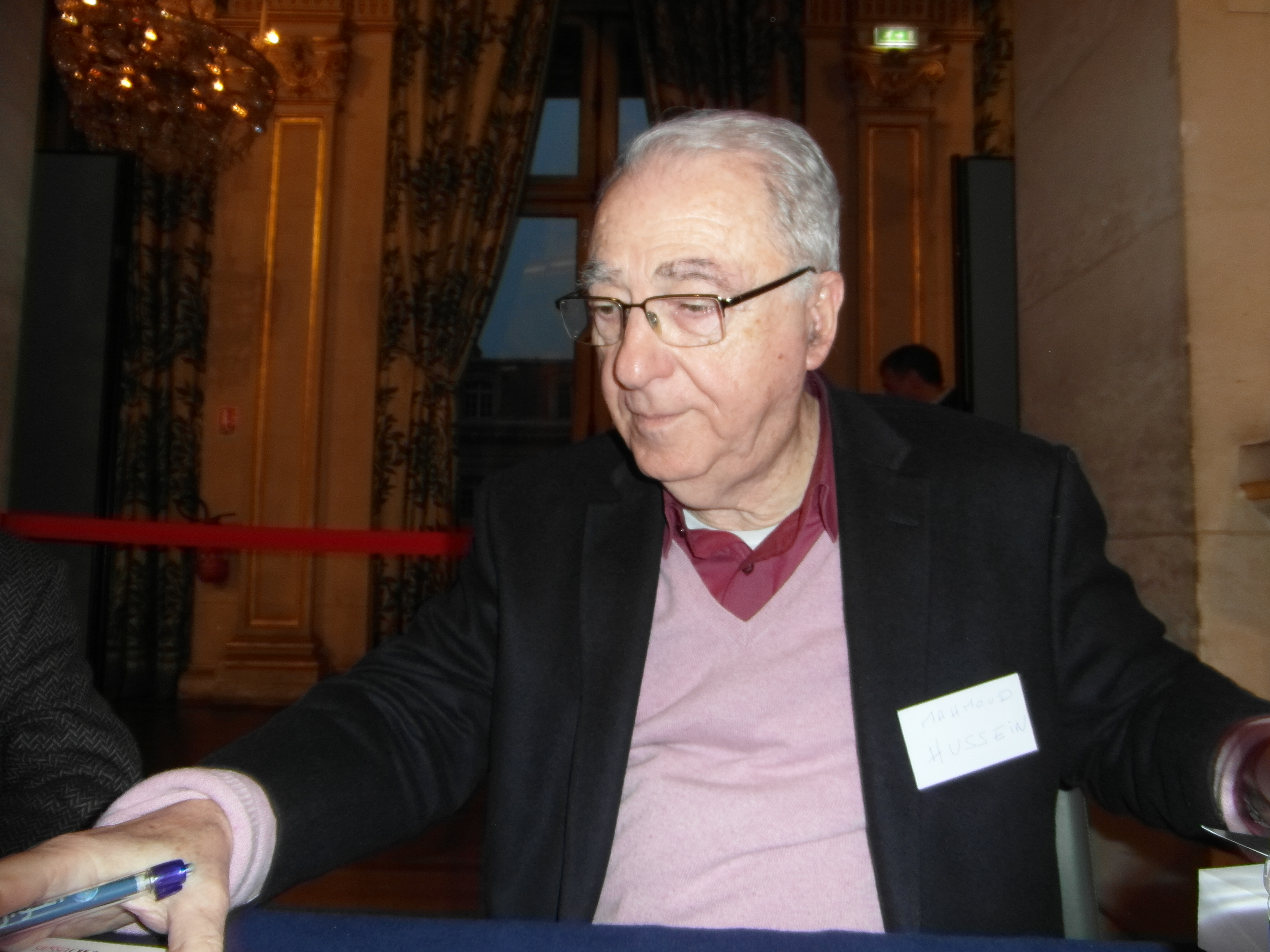
Mahmoud Hussein

Bahgat El Nadi, né le 1er octobre 1936  à Faraskour, et Adel Rifaat né Eddy Lévy le 26 mars 1938  à Alexandrie, en Égypte, sont des écrivains français qui écrivent à quatre mains sous le pseudonyme de Mahmoud Hussein.

## Biographie
Frère aîné du philosophe Benny Lévy, Eddy fréquente le lycée français du Caire puis se convertit à l'islam en 1956 et prend le nom de Adel Rifaat. Il reste en Égypte quand la vague d'antisémitisme qui déferle la même année à la suite de la crise du canal de Suez et qui oblige le reste de sa famille à quitter le pays.
El Nadi et Rifaat, tous deux nés en Égypte, se rencontrent en 1955. Militants révolutionnaires, membres du Parti communiste égyptien qui est interdit sous la présidence de Gamal Abdel Nasser, ils sont incarcérés à plusieurs reprises entre 1959 et 1964. Ils arrivent en France en 1966 en tant que réfugiés politiques, et sont naturalisés français en 1983.
Ils étudient à la Sorbonne puis à l’École des hautes études en sciences sociales. Ils obtiennent un doctorat d’Etat de philosophie politique (thèse soutenue en commun en 1975) puis entrent à l'UNESCO. Ils sont membres du secrétariat de l’UNESCO, d’abord en tant que conseillers du directeur général de 1978 à 1988, puis de 1988 à 1998 en tant que co-directeurs du mensuel culturel international de l’Organisation, Le Courrier de l’Unesco, publié en 30 langues et diffusé dans 120 pays,.
Dans leurs ouvrages et conférences, ils réhabilitent la capacité pour chaque individu d'assumer son libre arbitre ; ils s'appuient sur le mutazilisme, un courant de ce qu'ils qualifient d'« humanisme musulman », et sur les textes de référence, la Sîra « al-Sira », récit de la vie du Prophète, et l'étude des  Asbāb al-Nuzūl  al-Qur'ān  (« Circonstances de la révélation du Coran »).

## Ouvrages
- La Lutte des classes en Égypte de 1945 à 1968, Maspero, 1969
- Les Arabes au présent, Seuil, 1974
- Versant sud de la liberté : essai sur l'émergence de l'individu dans le Tiers monde, La Découverte, 1989
- Sur l'expédition de Bonaparte en Égypte, Actes Sud, 1998
- Al-Sîra : le prophète de l'Islam raconté par ses compagnons, Grasset, 2005
- Penser le Coran, Grasset, 2009
- Understanding the Qur'an Today[5] (Trans. D. Bond) Aga Khan University-Institute for the Study of Muslim Civilisations / Saqi, 2013
- Ce que le Coran ne dit pas, Paris, Grasset, 2013, 112 p. (ISBN 978-2-246-81041-4)
- Tenir tête aux dieux, Gallimard, 2016
- Les Musulmans au défi de Daech, Gallimard, 2016

## Filmographie (documentaires)
- 1993 : Versant sud de la liberté, inspiré de leur livre
- 1998 : L'Aigle et le Sphynx, sur l'expédition de Bonaparte en Égypte
- 2000 : Lorsque le monde parlait arabe (L'âge d'or de l'Islam)[6]